# Clethrogyna turcica
Clethrogyna turcica är en fjärilsart som beskrevs av Lederer 1853. Clethrogyna turcica ingår i släktet Clethrogyna och familjen tofsspinnare. Inga underarter finns listade i Catalogue of Life.